# Росо
Россо, Росо (араб. روصو, фр. Rosso) — місто на південному заході Мавританії. Є адміністративним центром області Трарза.

## Географія
Місто розташоване в провінції Трарза, на самому півдні Мавританії, на висоті 45 м над рівнем моря. Відстань до столиці країни, Нуакшоту, становить 204 км. Росо знаходиться на правому березі річки Сенегал. На протилежному березі річки знаходиться держава Сенегал. Річка є придатною для судноплавства протягом усього року.

## Економіка

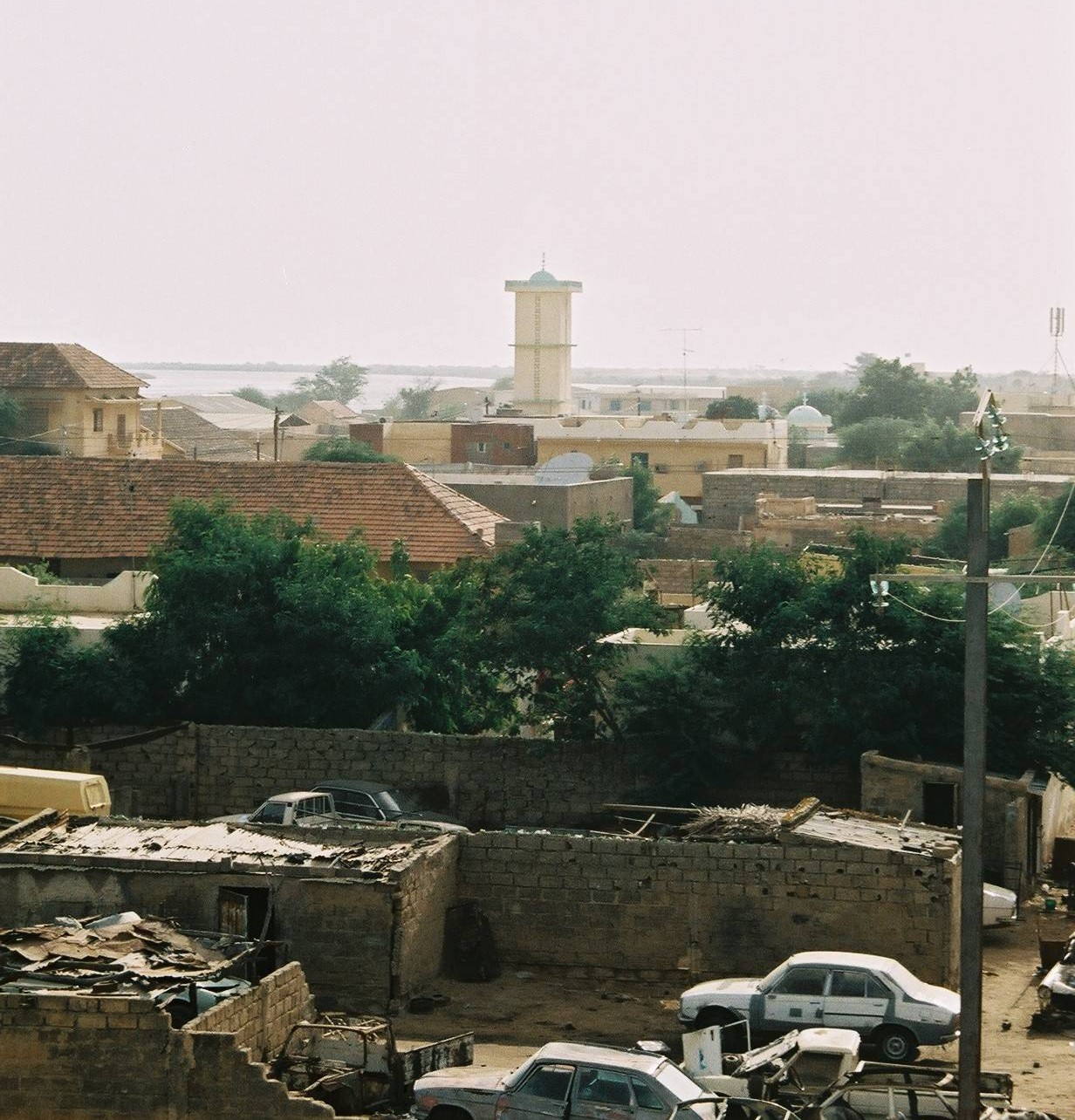
Вид на міську мечеть.

Місто розташоване в сільськогосподарському краї. В околицях міста вирощують зернові, просо, бобові, баштанні культури, м'яту. Розвинене тваринництво. Існує система іригації. Також великий вплив на економічне життя міста надає його прикордонне розташування — через Росо здійснюється чимала частина торгівлі Мавританії з Сенегалом. Зв'язок з протилежним берегом здійснюється за допомогою поромів. Через місто проходить автомобільна траса, що з'єднує Нуакшот і Сен-Луї.

## Населення
За даними на 2013 рік чисельність населення міста становила 83 858 осіб, що робить Росо четвертим за величиною містом в Мавританії. Велика частина населення міста розмовляє мовою волоф, однак тут проживає і безліч уродженців інших районів країни, що переїхали сюди у зв'язку з проблемою опустелювання, широко поширеною на півночі держави.
 Динаміка чисельності населення міста за роками: 
| 1988   | 1997   | 1998   | 2013   |
| ------ | ------ | ------ | ------ |
| 27 783 | 43 343 | 45 538 | 83 858 |

## Освіта
У місті є Технологічний інститут.

## Клімат
| Клімат Росо             | Клімат Росо | Клімат Росо | Клімат Росо | Клімат Росо | Клімат Росо | Клімат Росо | Клімат Росо | Клімат Росо | Клімат Росо | Клімат Росо | Клімат Росо | Клімат Росо | Клімат Росо |
| Показник                | Січ.        | Лют.        | Бер.        | Квіт.       | Трав.       | Черв.       | Лип.        | Серп.       | Вер.        | Жовт.       | Лист.       | Груд.       | Рік         |
| Абсолютний максимум, °C | 37          | 42          | 43          | 45          | 45          | 45          | 45          | 43          | 42          | 45          | 42          | 40          | 45          |
| Середній максимум, °C   | 29          | 32          | 33          | 36          | 37          | 36          | 34          | 34          | 35          | 36          | 33          | 30          | 34          |
| Середня температура, °C | 23          | 26          | 27          | 28          | 30          | 31          | 30          | 30          | 30          | 31          | 25          | 25          | 28          |
| Середній мінімум, °C    | 17          | 19          | 20          | 21          | 23          | 25          | 25          | 26          | 26          | 25          | 22          | 18          | 22          |
| Абсолютний мінімум, °C  | 8           | 11          | 11          | 11          | 12          | 13          | 20          | 22          | 19          | 16          | 11          | 7           | 7           |
| Днів з опадами          | 1           | 1           | 0           | 0           | 0           | 0           | 2           | 4           | 3           | 1           | 0           | 1           | 13          |
| ----------------------- | ----------- | ----------- | ----------- | ----------- | ----------- | ----------- | ----------- | ----------- | ----------- | ----------- | ----------- | ----------- | ----------- |
| Джерело:                |             |             |             |             |             |             |             |             |             |             |             |             |             |

## Міста-побратими
- Муассі-Крамаєль, Франція (з 1986 року)